# Nikolai Jurjewitsch Ukk
Nikolai Jurjewitsch Ukk (russisch Николай Юрьевич Укк; * 20. Februar 1980) ist ein russischer Badmintonspieler.

## Karriere
Nikolai Ukk wurde 2011 russischer Meister im Herrendoppel. International siegte er 1997 bei den baltischen Meisterschaften und 2007 bei den europäischen Hochschulmeisterschaften. Zweite Plätze erkämpfte er sich bei den St. Petersburg White Nights 2007, Cyprus International 2011 und den Finnish International 2012, Dritter wurde er bei den Kharkiv International 2009. 2012 nahm er an den Badminton-Europameisterschaften teil.